# Інтерв'ю (фільм)
«Інтерв'ю» (англ. «Interview») — фільм корейського режисера Х'юна Бюна, знятий у 2000 році. Світова прем'єра стрічки відбулася 1 квітня 2000 року в Південній Кореї.

## Сюжет
Історія режисера, що закохався в дівчину, яку він інтерв'ював для свого фільму.

Історія розвитку відносин і пошуку правди.

Молоді кінематографісти знімають фільм. У процесі обговорюють сюжет, згадують записи і просто живуть звичайним життям. Від багатьох зустрічей у їхньому житті залишаються тільки інтерв'ю.

## У ролях
- Лі Чон Че— Юн-сеок
- Юн-га Шім — Єон-х'юй
- Стефан Деба — Жером

## Нагороди
Загалом стрічка отримала 1 нагороду, зокрема:
- Нагороди Великий Дзвін (2001)
  - Нагорода «Великий Дзвін» у категорії «Найкраще продюсування»

## Цікаві факти
- Фільм є сьомим, що був відзнятий у рамках руху «Догма 95»
- Це перша азійська стрічка, що отримала сертифікат «Догми 95»